# Markus Heitz
Markus Heitz (* 10. října 1971 Homburg, Sársko) je německý spisovatel žánru fantasy, science fiction a hororu.

## Život
Po studiu na střední katolické škole Johanneum v Homburgu, které ukončil v roce 1991 a po vojenské službě, vystudoval v roce 2000 germanistiku a historii. Příležitostně pracoval jako novinář pro list Saarbrücker. Patří mezi nejúspěšnější německé autory své doby, přízeň čtenářů i kritiků si získal již fantasy ságou Ulldart v roce 2002, úspěšné byly také romány ze světa Shadowrun. Dosud největší úspěchy však zaznamenal s tetralogií ze světa trpaslíků, která byla záhy po svém publikování v rodné vlasti autora přeložena a vydána také v českém jazyce pod názvy Trpaslíci, Válka trpaslíků, Pomsta trpaslíků, Osud trpaslíků a Triumf Trpaslíků.

## Díla vydaná v Česku

### Sága Trpaslíci
- Trpaslíci (2005) ISBN 80-86354-53-9
- Válka trpaslíků (2006) ISBN 80-86354-57-1
- Pomsta trpaslíků (2006) ISBN 80-86354-66-0
- Osud trpaslíků (2009) ISBN 978-80-7398-043-6
- Triumf trpaslíků (2015) v ČR Fantom print listopad 2016

### Temná fantasy / Horror
- Ritus

- Sanctum

- Krvavé Brány (2013)

Jidáš
- Děti Jidášovy
- Syn Jidášův
- Dcery Jidášovy

### Legendy Alfů
1. Spravedlivý hněv česky-2010 Fantom Print
2. Spalující nenávist česky-2012 Fantom Print
3. Temné stezky česky-2013 Fantom Print
4. Zuřící Bouře česky-2014 Fantom Print

### Sága Ulldart

#### Doba Temnoty
- Stíny nad Ulldartem (2009) ISBN 978-80-7398-060-3
- Řád vysokých mečů (2010) ISBN 978-80-7398-106-8
- Znamení temného boha (2011) ISBN 978-80-7398-134-1
- Před zraky Tzulana (2011) ISBN 978-80-7398-152-5
- Panovníkova magie (2012) ISBN 978-80-7398-205-8
- Kořeny zla (2013) ISBN 978-80-7398-241-6

Kolektoři
- Kolektoři
- Kolektoři - Operace Vade Retro

## Dílo

### Ulldart: Die Dunkle Zeit
- Schatten über Ulldart - Die Dunkle Zeit 1 (2002) ISBN 3-492-28528-7
- Der Orden der Schwerter - Die Dunkle Zeit 2 (2002) ISBN 3-492-28529-5
- Das Zeichen des dunklen Gottes - Die Dunkle Zeit 3 (2002) ISBN 3-492-28530-9
- Unter den Augen Tzulans - Die Dunkle Zeit 4 (2003) ISBN 3-492-28531-7
- Die Magie des Herrschers - Die Dunkle Zeit 5 (2005) ISBN 3-492-28532-5
- Die Quellen des Bösen - Die Dunkle Zeit 6 (2005) ISBN 3-492-28546-5

### Ulldart: Die Zeit des Neuen
- Trügerischer Friede - Die Zeit des Neuen 1 (2005) ISBN 3-492-26578-2
- Brennende Kontinente - Die Zeit des Neuen 2 (2006) ISBN 3-492-26585-5
- Fatales Vermächtnis - Die Zeit des Neuen 3 (2007)

### Die Zwerge
- Die Zwerge (2003) ISBN 3-492-70076-4
- Der Krieg der Zwerge (2004) ISBN 3-492-70093-4
- Die Rache der Zwerge (2005) ISBN 3-492-70114-0
- Das Schicksal der Zwerge (2008) ISBN 978-3-492-70152-5
- Der Triumph der Zwerge (2015) ISBN 978-3-492-70351-2

### Shadowrun
- TAKC 3000 (2002) ISBN 3-453-21319-X
- Gottes Engel (2002) ISBN 3-453-86322-4
- Aeternitas (2003) ISBN 3-453-87058-1
- Methanbolismus (2004) ISBN 3-89064-587-9
- Sturmvogel (2004) ISBN 3-453-87904-X
- 05:58 (2004) ISBN 3-453-52007-6
- Jede Wette (2005) ISBN 3-453-52093-9
- Schattenjäger (2006) ISBN 3-453-52207-9
- Schattenläufer (2007) ISBN 3-453-52232-X

### Dobrodružné, herní knihy
- Die dritte Expedition (2005) ISBN 3-937826-46-7
- Todesbote (2006) ISBN 3-937826-47-5
- Sterne der Tiefen (2006) ISBN 3-937826-48-3

### Temná fantasy / Horor
- Ritus (2006) ISBN 3-426-63130-X

- Sanctum (2006) ISBN 3-426-63131-8
- Die Kinder des Judas (2007)
- Blutportale (2008)

### Legendy Alfů
- Spravedlivý hněv (2010)
- Spalující nenávist